# Cyriogonus
Cyriogonus Simon, 1886 è un genere di ragni appartenente alla famiglia Thomisidae.

## Distribuzione
Le sei specie note di questo genere sono diffuse in Madagascar

## Tassonomia
Non sono stati esaminati esemplari di questo genere dal 2005.
A giugno 2014, si compone di sei specie:
- Cyriogonus fuscitarsis Strand, 1908 — Madagascar
- Cyriogonus lactifer Simon, 1886[2] — Madagascar
- Cyriogonus rutenbergi (Karsch, 1881) — Madagascar
- Cyriogonus simoni Lenz, 1891 — Madagascar
- Cyriogonus triquetrus Simon, 1886 — Madagascar
- Cyriogonus vinsoni (Thorell, 1875) — Madagascar